# Ján Ruman-Driečny

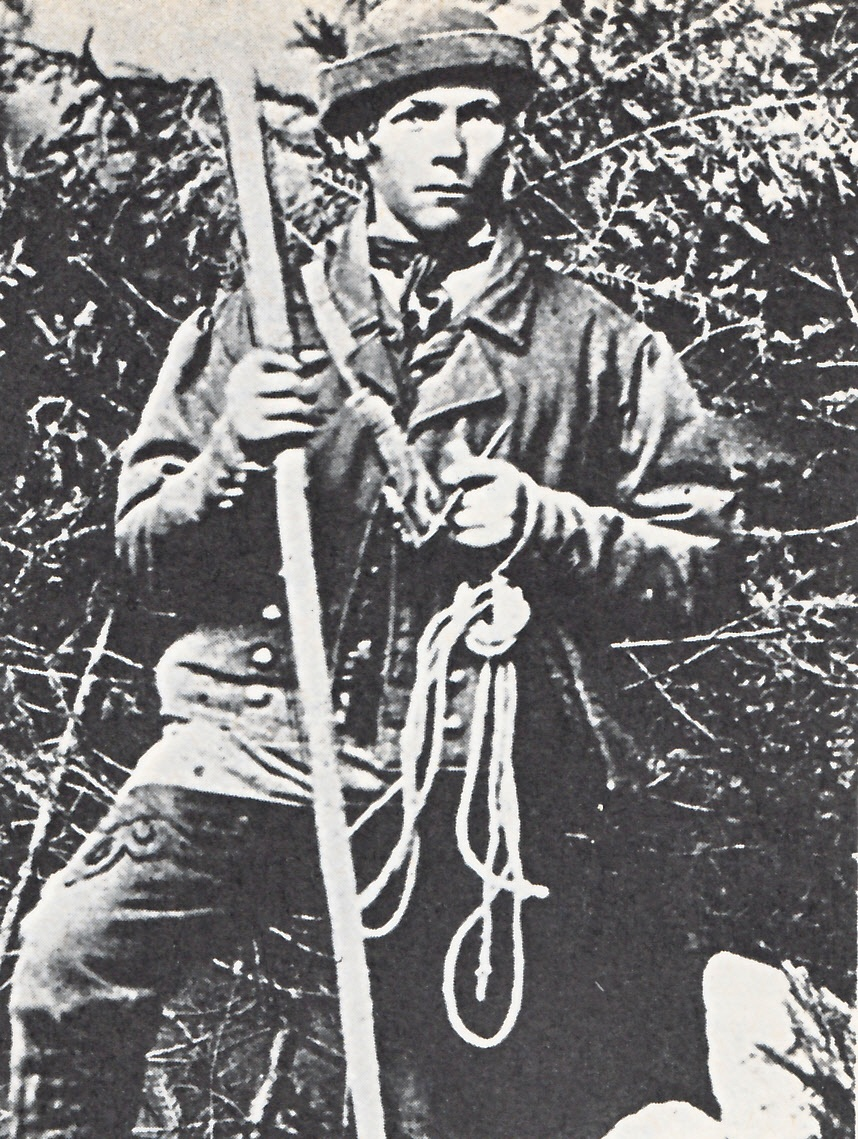
Ján Ruman-Driečny d. J.

Ján Ruman-Driečny d. J. (auch Ján Ruman Driečny geschrieben; * um 1840 in Štôla, damals Komitat Zips im Kaisertum Österreich, heute Slowakei; † 1879 ebenda) war ein slowakischer Bergsteiger und Gämsenjäger.

## Lebenslauf
Er kam im kleinen Ort Štôla (deutsch Stollen) unterhalb der Hohen Tatra in einer bäuerlichen Familie zur Welt. Sein Vater Ján Ruman-Driečny d. Ä. (geb. 1780) war ebenfalls ein Bergsteiger und führte 1840 mit Eduard Blasy den ersten dokumentierten Aufstieg auf den Berg Rysy durch.
Als Bergführer kannte Ján Ruman-Driečny d. J. die Gegend der Täler Mengusovská dolina und Batizovská dolina sehr gut und war ab 1875 als offizieller Bergführer im Ungarischen Karpathenverein tätig. Am 3. September 1874 bezwang er zusammen mit Moritz von Déchy und Kollegen Martin Spitzkopf-Urban als Erstbesteiger den 2547 m n.m. hohen Berg Vysoká (deutsch Tatraspitze), weiter war er an Erstbegehungen durch Sattel Lúčne sedlo, Východná Železná brána, Dračie sedlo und Žabie sedlo beteiligt. Gegen 1875 kletterte er hinauf auf die Končistá (2538 m n.m., deutsch Kontschista) und bestieg am 15. August 1877 mit Ján Pastrnák und Viktor Lorenc über die Batizovská próba (deutsch Botzdorfer Probe) den Gerlachovský štít (deutsch Gerlsdorfer Spitze) und „entdeckte“ so einen weiteren Weg zum höchsten Tatragipfel. Er starb 1879; die Todesursache ist unbekannt.
Zu Ehren von Ján Ruman-Driečny erhielt ein bis dahin namenloser, 2428 m n.m. hoher Berg am Tatra-Hauptkamm östlich von Vysoká den Namen Rumanov štít (deutsch Ruman-Spitze). Anschließend ging dieser Name auf das angrenzende Tal Rumanova dolinka, den Bergsee Rumanovo pliesko, den Bach Rumanov potok und weitere geographische Objekte über.